# Puchar Interkontynentalny w Lekkoatletyce 2018 – sztafeta mieszana 4 x 400 m
Sztafeta mieszana 4 × 400 metrów – jedna z konkurencji biegowych rozgrywana w ramach lekkoatletycznyego pucharu interkontynentalnego na Stadionie miejskim w Ostrawie-Witkowicach.

## Terminarz
Źródło: worldathletics.org.
| Data       | Godzina |
| ---------- | ------- |
| 9 września | 17:59   |

## Rezultaty
Źródło: worldathletics.org.
| Pozycja | Tor | Drużyna        | Zawodnicy                                                                                       | Czas    | Punkty | Uwagi    |
| ------- | --- | -------------- | ----------------------------------------------------------------------------------------------- | ------- | ------ | -------- |
| 1.      | 6   | Ameryka        | Christian Taylor (m), Luguelín Santos (m), Stephenie Ann McPherson (k), Shaunae Miller-Uibo (k) | 3:13,01 | 8      |          |
| 2.      | 3   | Afryka         | Christine Botlogetswe (k), Chidi Okezie (m), Caster Semenya (k), Baboloki Thebe (m)             | 3:16,19 | 6      |          |
| 3.      | 4   | Azja i Oceania | Steven Solomon (m), Murray Goodwin (m), Anneliese Rubie (k), Ella Connolly (k)                  | 3:18,55 | 4      |          |
| –       | 5   | Europa         | Matthew Hudson-Smith (m), Kévin Borlée (m), Lisanne de Witte (k), Justyna Święty-Ersetic (k)    | DSQ     | 0      | 170.6(c) |

## Klasyfikacja drużynowa
Źródło:
| Miejsce | Drużyna        | Punkty indywidualne | Punkty drużynowe |
| ------- | -------------- | ------------------- | ---------------- |
| 1.      | Ameryka        | 8                   | 8                |
| 2.      | Afryka         | 6                   | 6                |
| 3.      | Azja i Oceania | 4                   | 4                |
| 4.      | Europa         | 0                   | 0                |